# Seznam slovenskih botanikov
Seznam slovenskih botanikov in vrtnarjev (hortikulturnikov).

## A
- Marko Accetto (1936–2017)
- Jana Ambrožič Dolinšek
- Brane Anderle (*1955)
- Boštjan Anko (1939–2013)

## B
- Valerija Babij Jurić
- Rafael Bačar (1902–1975)
- Martina (Tinka) Bačič
- Špela Baebler (*1973)
- Franc Batič (*1948)
- David Bavcon
- Jože Bavcon (*1962)
- Alojzij Benkovič ?
- Stanislav Bevk
- Ivan Nepomuk Biatzóvszky (1801–1863)
- Rihard (Ursini grof) Blagaj (1786–1858)
- (Pavle Bohinc 1911–1991)
- Albert Bois de Chesne (1871–1953)
- Robert Brus (*1965)

## C
- Bois de Chesne
- Martin Cilenšek (1848–1937)
- Dario Cortese (1964–2021)
- Metka Culiberg (r. Šercelj) (*1950)
- Stanislav Cvek (1915–1959)

## Č
- Andraž Čarni (*1962)
- Katarina Čufar (*1958)
- Boško Čušin (*1962)

## D
- Igor Dakskobler (*1957)
- Jelena Kovačič-De Belder (1925–2003)
- Leo Derganc (1874–?)
- Marina Dermastia (*1960) ?
- Leon Detela (1902–1982)
- Dragotin Dežman (1821–1889)
- Jasna Dolenc Koce
- Anton Dolinar (1847–1930)
- Branko Dolinar
- Jurij Dolinar (1794–1872)
- Fran Dolšak (1877–1941)
- Petra Draškovič
- Blanka Druškovič Czerny (*1940)
- Katarina Daniela Dubravec (*1933) (Zgb)
- Boštjan Dvořák (*1971)

## E
- Klemen Eler (*1978)
- Jožef Kalasanc Erberg (1771–1843)
- Rihard Erker (1912–1986) (dendrolog)

## F
- Viktor Fabian (1905–1982)
- Anton Fakin (1885–1963)
- Nataša Ferant (hmelj)
- Alojzij Filipič (1888–1963) (herbarij)
- Božidar Flajšman? (*1956)

- Katarina Flajšman
- Andrej Fleischmann (1804/5?–1867)
- Janez Krstnik Flysser
- Božo Frajman
- Henrik Freyer (1802–1866)

## G
- Karin Gabrovšek (*1965)
- (Boštjan Godec)
- Ljerka Godicl (1930–2016)
- Žiga Graf (1801–1838)
- Mateja Grašič (botaničarka)
- Tine Grebenc?
- Tanja Grmovšek (1976-)
- (Srečko Grom 1887–1971)
- Alfonz Gspan (1878–1963)

## H
- Baltazar Hacquet (~1735–1805)
- Peter Haderlapp
- Vaclav Hejnic (1864–1929) mestni vrtnar v Lj
- Blagajana Herzog Velikonja
- Franc (de Paula) Hladnik (1773–1844)
- Franc Jožef Hanibal Hohenwart (1771–1844)
- Stana Hočevar (1922–1996)
- Sonja Horvat Marolt (1930–2022)
- Ivo Horvat (1897–1963) (hrvaški)
- Stjepan Horvatić (1899–1975)
- Davorin Hostnik (1853–1929)

## J
- Klemen Janša (1825–1854)
- Ignac Janžekovič
- Marjeta Jeraj
- Ciril Jeglič (1897–1988)
- (Marko Jelnikar 1928–2009)
- (Alojzij Jenčič 1874–?)
- Fran Jesenko (1875–1932)
- Nejc (Jernej) Jogan (*1966)
- Dušan Jurc (*1962)
- Rajko Justin (1865–1938)
- Franc Juvan (1875–1960)

## K
- Janko Kač (1891–1952)
- Mitja Kaligarič (*1962)
- Franc(e) Kapus (1890–1976)
- Mirko Karlin ?
- Ančka Kavs (vrtnarka v Juliani)
- Zdravko Keglevič
- Viljem Kindler (vrtnar)
- Rihard Klemen? (1902–1998)
- Marjetka Kljun Terčon
- Friderik Kokalj (1802–1865)
- Jurij Kos (Rusija - sin Ivana Kosa)
- Petra Košir (*1971)
- Živko Košir (1927–2020)
- Maja Kovač (*1949)
- Aleksander Kozina
- Božidar Krajnčič (1935–2018)
- Katja Kramberger?
- Fran Krašan (1840–1907)
- Ivan Krečič (1909–1983)
- Luka Kristanc
- Juta Krulc (1913–2015) (krajinska arhitektka)
- (Marija Kuhar)
- Bojka Kump
- Lado Kutnar (*1966)
- Filip Küzmič

## L
- Anton Lap (1894–1971), lj. mestni vrtnar
- Jože Lazar (1903–1975)
- Tom(islav) Levanič (*1964)
- Janez Levec (1855–1937)
- Matevž Likar? (biologija rastlin)
- Vojteh Lindtner (1904–1965)
- Matej Lipovšek (*1939) ?
- Milan Lovka (1946–2017)

## M
- Ivan Macher (1857–1919)
- Jože Maček (*1929), fitopatolog
- Jože Majes (*1943) (zeliščar)
- Katja Malovrh
- Alenka Marinček
- Lojze Marinček (1932–2023) (fitocenolog)
- Andrej (Tine) Martinčič (*1935)
- Matjaž Mastnak (*1963)
- Sergej D. Matvejev (1913–2003)
- Ernest Mayer (1920–2009)
- Renato Mezzena (1922–2010) (Trst)
- (Dušan Mlinšek 1925–2020)
- Alenka Munda ?
- Ivka Marija Munda (1927–2009)

## O
- Rudi Ocepek (*1943) ?
- Josip Otopal

## P
- Andreja Papež Kristanc
- Alfonz Paulin (1853–1942)
- Andrej Paušič (*1983)
- Milena Perušek (por. Vurnik) (1893–1978)
- Branko Petan?
- Tomaž Petauer (1952–2012)
- Viktor Petkovšek (1908–1994)
- Meta Petrič (1914–2007)
- Andrej Piltaver (*1955) (mikolog)
- (Luka Pintar 1929–2023: fotograf)
- Natalija Pipenbacher ?
- Angela Piskernik (1886–1967)
- Milan Piskernik (1925–2006)
- Jernej Piškur (*1938) (gozdar)
- (Meta Pivec Šepic)
- Tomaž Planina (1934–2014)
- Valentin Plemel (1820–1875)
- Ruth Podgornik Reš?
- Andrej Podobnik (*1953)
- Livio Poldini (1930–2024) (Trst)
- Eduard Pospichal (1838–1905) (Trst)
- Nada Praprotnik (1951–2023)
- Branko Prekoršek (1917–1975)
- Milan Prešeren (1931–1991) (gozdar)
- Josip Priol (1889–1969)
- Ivo Puncer (1931–1994)
- Špela Pungaršek

## R
- Jelka Rataj
- Vlado Ravnik (1924–2017)
- Maja Ravnikar (*1960)
- Blanka Ravnjak
- Marjana Regvar (*1965)
- Dušan Robič (1933-2013) (gozdar)
- Janko Rode
- Franc Rome (1906–1994)

## S
- Giovanni Antonio Scopoli (1723–1788)
- Amalija Seliškar (1914–1998)
- Andrej Seliškar (*1949)
- Janez Seliškar?
- Mirko Silan, arborist v Arboretumu Volčji Potok
- Tomaž Sinkovič
- Peter Skoberne (*1954)
- Tanja Slatinek
- Ivan Smole ? (gozdar)
- (Darinka Soban 1921–2008)
- (Ivan Stanič 1900–1976 : mikolog)
- Attilio Stefani (1851–1916)
- Jelka Strgar (*1959)
- Vinko Strgar (1928–1992)
- Simona Strgulc Krajšek
- (Anton Suhadolc)
- Julija Suppantschitsch >> Julijana Zupančič
- Boštjan Surina
- Franc Sušnik (1930–1996)

## Š
- Janez Šafer /Janez Šafar
- Meta Šepic Pivec
- Alojz Šercelj (1921–2010)
- Milan Šerko (1881–1965)
- Urban Šilc (*1970)
- Helena Šircelj (*1970)
- Aleksander Škofic (1822–1892)
- Sonja Škornik (*1970)
- Ante Špan (1929–2001) (Split)
- Andrej Šušek
- France Šuštar (1923–2016)

## T
- (Tjaša Tolar: arheobotanika)
- Gabrijel Tomažič (1899–1977)
- Iztok Tomažič (dendrolog?)
- Muzio Tommasini (1794–1879)
- Maja Tomšič
- Anton Tožbar (vrtnar v Juliani >> hči Marija por. Završnik)
- Milica Tortić
- Valentin Tratnik (1801–1876)
- Ana Tregubov (1915–2004)
- Vlado Tregubov (1904–1974) (gozdar)
- Tadeja Trošt Sedej (*1970)
- Darinka Trpin (*1933)
- Boris Turk (botanik)
- Ivan Tušek (1835–1877)

## U
- Josip Ukmar (1894–1982)
- Andreja Urbanek Krajnc
- Franc (František) Urbanek (1872–1951) vrtnar v Mb
- Franc Urbanek ml. (1909–1988) vrtnar v Mb
- Jože Urbanek, vrtnar v Mb
- Katja Urbanek, dr.-vrtnarka v Mb
- Rihard Ursini-Blagaj (gl. zgoraj pod Blagaj)

## V
- Miha Valič
- France Vardjan (1900–1994) (vrtnarski strokovnjak)
- Miran Vardjan (1919–2005)
- Friderik Velbič/Welwitsch (1806–1872)
- Tatjana Verčkovnik (*1948)
- Lorenz Chrysanth Vest (1776–1840)
- Natalija Vidergar Gorjup
- Urška Videmšek
- Alja Videtič-Paska
- Barbara Vilhar
- Dominik Vodnik (*1967)
- Katarina Vogel Mikuš
- Wilhelm Voss (1849–1895)
- Branko Vreš (*1959)
- Branko Vrhovec
- Aleksander Vukovič

## W
- Maks Wraber (1905–1972)
- Tone Wraber (1938–2010)
- Franz Xaver von Wulfen (1728–1805)

## Z
- Marko Zalokar
- Marija in Jože Završnik (1946-2005) (vrtnarja v Juliani) >> Klemen Završnik & Martina Tekavec (PMS)
- Karel Zois (1756–1799)
- Leopold Zor (1919–2009)
- Vili Zorn
- Julijana Zupančič (1878–1953?)
- Mitja Zupančič (*1931)

## Ž
- Vinko Žagar (*1944)